# Calvoa stenophylla
Calvoa stenophylla är en tvåhjärtbladig växtart som beskrevs av Jacq.-fel.. Calvoa stenophylla ingår i släktet Calvoa och familjen Melastomataceae. Inga underarter finns listade i Catalogue of Life.